# 누리미디어
누리미디어는 학술연구 정보 서비스를 운영하고 있는 대한민국의 기업이다.
학술정보 통합서비스 DBpia, 한국학 지식콘텐츠 서비스 KRpia를 서비스하고 있다.
국내의 대부분의 4년제 대학과 연구기관이 구독하고 있다. 약 300곳의 국내대학, 280곳의 공공기관을 비롯 총 1,100여 곳의 국내기관에서 DBpia를 구독하고 있다. 하버드, 프린스턴 등 모든 아이비리그 대학과 UC 버클리, 스탠포드 등의 명문 북미대학, 옥스포드, 케임브리지, 도쿄대학을 비롯 전세계 130여곳의 글로벌 연구기관에서 구독하고 있다.

## 연혁
- 1997년 8월, 누리미디어 설립[1]
- 1998년 1월, ㈜누리미디어로 법인 등록
- 1998년 12월, 소프트웨어 사업자 등록(1998-03-00802)
- 1999년 9월, 중소기업청 지정 벤처기업(신기술개발기업) 등록
- 2000년 5월, DBpia 서비스 런칭
- 2001년 12월, 병무청 지정 병역특례업체 등록
- 2002년 10월, 부설연구소 열린데이터베이스연구원, 산업기술진흥협회로부터 정식인정서 교부
- 2004년 2월, 특수법인 소프트웨어공제조합 가입
- 2004년 10월, 중소기업 석ㆍ박사급 연구인력 고용지원사업체 선정
- 2005년 11월, 기술혁신형 중소기업(INNO-BIZ) 인증 획득
- 2005년 12월, 국가정보화 발전 유공 표창 수상(정보통신부장관상)
- 2006년 11월, 2006 데이터베이스 품질대상 DBpia ‘우수상’ 수상
- 2007년 3월, 한국도서관협회 감사패 수상, 데이터베이스 품질관리 컨설팅 추진(중소기업진흥공단 주관)
- 2009년 4월, 경영혁신형 중소기업(MAIN-BIZ)선정(제090107-01493호)
- 2010년 10월, 출판지식산업 발전 관련 문화체육관광부 장관상 수상
- 2010년 5월,  DBpia 5.0 개발, 모바일 서비스 제공, 통합검색 기능 추가, 인용정보 및 저자전거 서비스 제공
- 2011년 2월, <차단 이미지를 이용한 정보 표시 방법 및 장치> 특허 출원
- 2012년 7월,  DBpia 6.0 개발, 전자저널, 전자책, 웹DB 검색 통합플랫폼 서비스 제공
- 2013년 5월, 2013 중소기업인대회 중소기업청장상 수상
- 2013년 9월, 중소기업기술혁신협회 주관 '2013 취업하고 싶은 기업' 선정
- 2013년 11월, 한국데이터베이스진흥원 주관 '2013 콘텐츠 제공서비스 품질인증' 우수 사이트 선정, '2013 소프트웨어 사용•관리 우수기업' 선정 및 문화체육관광부 장관상 및 2013 한국DB산업협의회 선정 우수 DB인상 수상
- 2014년 7월, 한국저작권단체연합회 저작권보호센터 선정 클린사이트 지정
- 2015년 6월, 한국데이터베이스진흥원 주관 '2015 콘텐츠 제공서비스 품질인증' 우수 사이트 선정
- 2015년 12월, 2015년도 콘텐츠 제공서비스 품질대상 웹부문 대상 수상, 가족친화우수기업 선정
- 2016년 2월, 한국저작권단체연합회 저작권보호센터 선정 클린사이트 지정
- 2016년 11월, 한국소프트웨어기술진흥협회 대한민국 소프트웨어 기술대상 우수상 수상
- 2017년 9월, 한국데이터베이스진흥원 콘텐츠제공서비스 품질 인증 (DBpia/KRpia 웹서비스)
- 2018년 6월 DBpia 논문추천기술 특허 취득
- 2019년 4월 DBpia 전면 개편, 논문검색에 집중하는 심플한 UI/UX로 개편, 서지관리 프로그램 내서재, 국내 논문 통합검색 포털 서비스 런칭, 반응형웹 구현